# Fußball-Verbandspokal 2014/15
Über den Fußball-Verbandspokal 2014/15 wurden die Teilnehmer der 21 Landesverbände des DFB am DFB-Pokal 2015/16 ermittelt. Die Sieger der Verbandspokale waren zur Teilnahme an der ersten Runde des DFB-Pokals berechtigt. Die drei Landesverbände mit den meisten Herrenmannschaften im Spielbetrieb – Bayern, Niedersachsen und Westfalen – entsandten zusätzlich einen zweiten Teilnehmer. Somit qualifizierten sich 24 Amateurvereine für den nationalen Pokalwettbewerb, davon 22 über die Verbandspokale. Die zweiten Mannschaften der Profivereine (1. und 2. Bundesliga) durften nicht am DFB-Pokal teilnehmen.
In Niedersachsen qualifizierte sich zusätzlich zum Pokalsieger der unterlegene Pokalfinalist zum DFB-Pokal, in Bayern qualifizierte sich die beste Mannschaft der Regionalliga-Saison 2014/15 – sofern es sich nicht um die zweite Mannschaft eines Profiklubs handelte – zusätzlich zum Sieger des Verbandspokals für die erste Hauptrunde des DFB-Pokals, in Westfalen war dies, mit derselben Einschränkung wie in Bayern, die beste Mannschaft der Oberliga-Saison 2014/15.

## Endspielergebnisse
Die Tabelle gibt eine Übersicht über die Verbandspokal-Endspiele der Saison 2014/15. Die Mannschaften, die sich für den DFB-Pokal qualifiziert haben, sind fett dargestellt.
| Verband                | Pokal                            | Austragungsort          | Heimmannschaft              | Ergebnis                       | Gastmannschaft           |
| ---------------------- | -------------------------------- | ----------------------- | --------------------------- | ------------------------------ | ------------------------ |
| Baden                  | Krombacher-Pokal                 | Karlsbad                | FC Nöttingen (RL)           | 3:2 (1:1)                      | SV Spielberg (OL)        |
| Bayern 1               | Bayerischer Toto-Pokal (2014/15) | Weiden                  | SpVgg SV Weiden (OL)        | 2:2 (0:0) 5:6 i. E.            | SpVgg Unterhaching (3L)  |
| Berlin                 | Berliner-Pilsner-Pokal           | Berlin                  | BFC Dynamo (RL)             | 1:0 (0:0)                      | Tasmania Berlin (VL)     |
| Brandenburg            | Krombacher-Pokal                 | Fürstenwalde            | FSV Union Fürstenwalde (OL) | 2:3 (1:3)                      | Energie Cottbus (3L)     |
| Bremen                 | Lotto-Pokal                      | Bremen                  | Brinkumer SV (OL)           | 1:5 (1:2)                      | Bremer SV (OL)           |
| Hamburg                | ODDSET-Pokal                     | Hamburg                 | HSV Barmbek-Uhlenhorst (OL) | 2:0 (2:0)                      | SC Condor Hamburg (OL)   |
| Hessen                 | Krombacher Hessenpokal           | Kassel                  | KSV Hessen Kassel (RL)      | 2:1 (2:0)                      | VfB Gießen (VL)          |
| Mecklenburg-Vorpommern | Lübzer Pils Cup                  | Greifswald              | TSG Neustrelitz (RL)        | 0:1 (0:1)                      | Hansa Rostock (3L)       |
| Mittelrhein            | Bitburger-Pokal                  | Bonn                    | FC Viktoria Köln (RL)       | 4:1 (2:1)                      | Bonner SC (OL)           |
| Niederrhein            | Niederrheinpokal                 | Essen                   | Rot-Weiss Essen (RL)        | 0:0 n. V. 6:5 i. E.            | Rot-Weiß Oberhausen (RL) |
| Niedersachsen 1        | NFV-Pokal (2014/15)              | Meppen                  | SV Meppen (RL)              | 0:0 4:5 i. E.                  | VfL Osnabrück (3L)       |
| Rheinland              | Bitburger-Rheinlandpokal         | Polch                   | FSV Salmrohr (OL)           | 1:1 n. V. (1:1, 1:1) 5:3 i. E. | SpVgg Burgbrohl (OL)     |
| Saarland               | Saarlandpokal                    | Rehlingen-Siersburg     | FC 08 Homburg (RL)          | 1:2 n. V. (1:1, 0:0)           | SV Elversberg (RL)       |
| Sachsen                | Wernesgrüner-Pokal               | Zwickau                 | FSV Zwickau (RL)            | 0:2 (0:1)                      | Chemnitzer FC (3L)       |
| Sachsen-Anhalt         | Krombacher-Pokal                 | Halle                   | VfL Halle 1896 (OL)         | 0:6 (0:3)                      | Hallescher FC (3L)       |
| Schleswig-Holstein     | SHFV-Lotto-Pokal                 | Lübeck                  | VfB Lübeck (RL)             | 1:0 (1:0)                      | Holstein Kiel (3L) 2     |
| Südbaden               | SBFV-Rothaus-Pokal               | Emmendingen             | Freiburger FC (OL)          | 0:3 (0:3)                      | Bahlinger SC (OL)        |
| Südwest                | Bitburger-Verbandspokal          | Offenbach an der Queich | FK Pirmasens (RL)           | 1:0 n. V.                      | FV Dudenhofen (VL)       |
| Thüringen              | Köstritzer Pokal – Thüringen     | Meuselwitz              | FC Carl Zeiss Jena (RL)     | 2:1 n. V. (1:1, 0:1)           | ZFC Meuselwitz (RL)      |
| Westfalen 1            | Krombacher-Pokal                 | Verl                    | SC Verl (RL)                | 0:0 n. V. 3:4 i. E.            | Sportfreunde Lotte (RL)  |
| Württemberg            | Bitburger-wfv-Pokal              | Stuttgart               | SSV Reutlingen 05 (OL)      | 2:1 (1:0)                      | FV Ravensburg (OL)       |

| Spielklassenzuordnung der gleichen Saison | Spielklassenzuordnung der gleichen Saison |
| ----------------------------------------- | ----------------------------------------- |
| (3L)                                      | 3. Liga                                   |
| (RL)                                      | Regionalliga (4. Liga)                    |
| (OL)                                      | Oberliga (5. Liga)                        |
| (VL)                                      | Verbandsliga (6. Liga)                    |